# Homma Masaharu

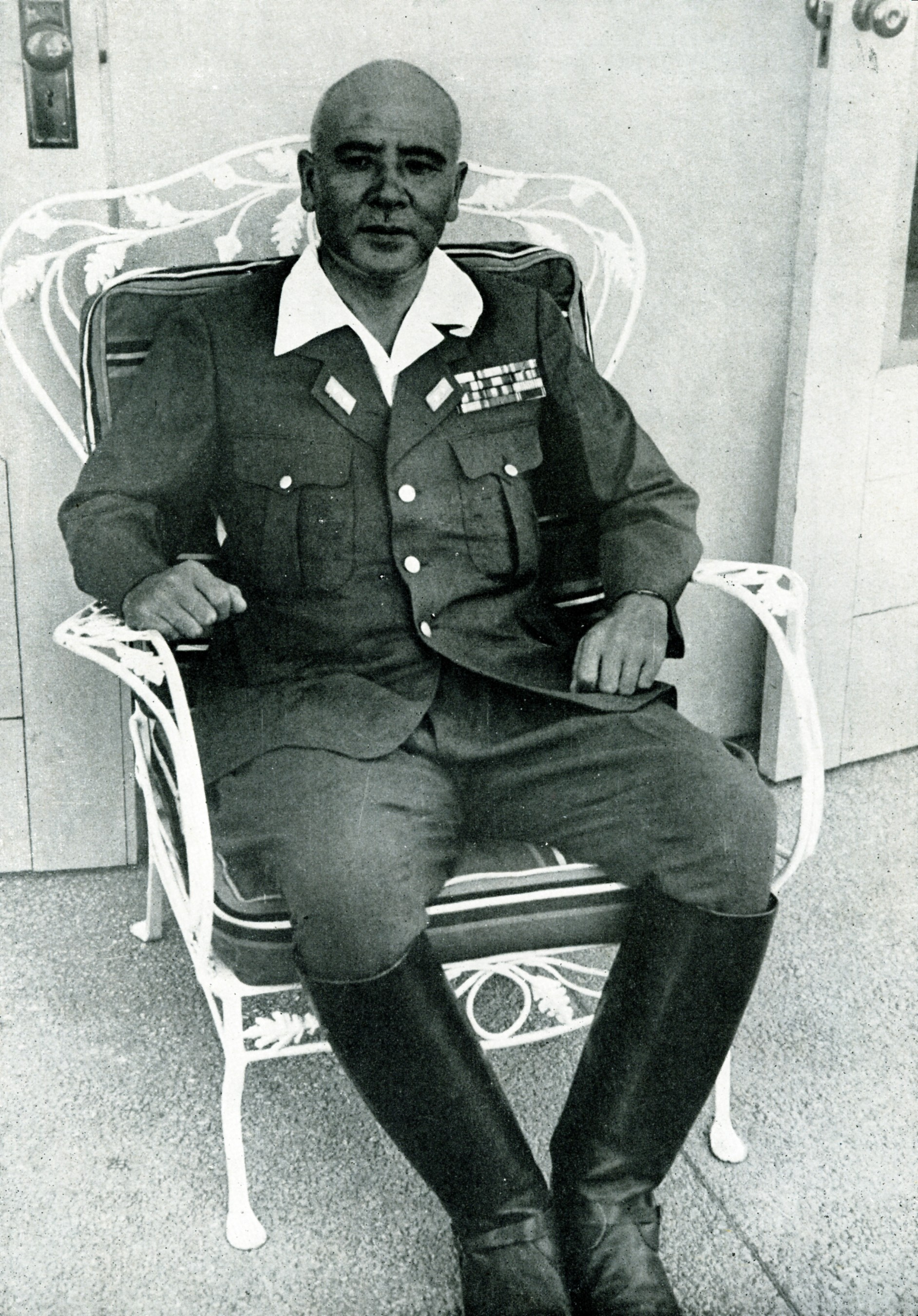
Homma Masaharu (1943)

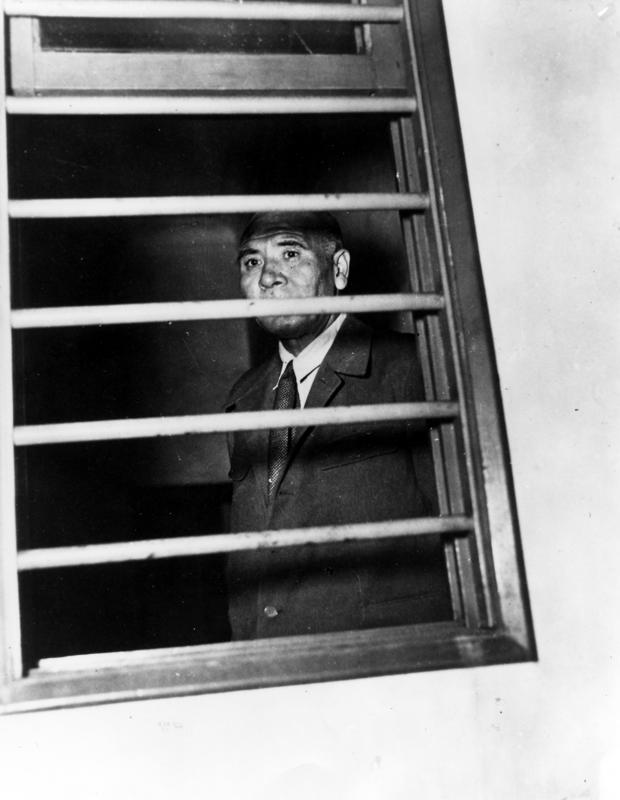
Homma in Kriegsgefangenschaft (1946)

Homma Masaharu (jap. 本間 雅晴; * 27. November 1887 auf Sado, Präfektur Niigata, Japan; † 3. April 1946 in Los Baños, Laguna, Philippinen) war ein japanischer Führungsoffizier in der kaiserlichen Armee, zuletzt im Dienstgrad Generalleutnant.
Nach Ende des Zweiten Weltkrieges wurde er wegen Kriegsverbrechen der japanischen Streitkräfte hingerichtet.

## Leben
Homma graduierte 1907 in der 14. Klasse der Heeresoffizierschule und 1915 in der 27. Klasse der Heereshochschule. Er verbrachte mehrere Jahre als Militärattaché an der Botschaft in London und nahm während dieser Zeit auch an der Westfront am Ersten Weltkrieg teil, wo er dem East Lancashire Regiment attachiert war.
1932 war er Teilnehmer in der japanischen Delegation zur Genfer Abrüstungskonferenz und diente anschließend in der Presseabteilung des Heeresministeriums. 1933 erhielt er für zwei Jahre den Befehl über das 1. Infanterieregiment und übernahm anschließend für ein Jahr die 32. Infanteriebrigade. 1937 wurde er Adjutant des Prinzen Chichibu, Bruder des Kaisers, mit dem er im gleichen Jahr eine Reise durch Europa unternahm und auf dem Nürnberger Reichsparteitag der NSDAP mit Adolf Hitler zusammentraf. Nach seiner Rückkehr wurde er zum Leiter der 2. Abteilung des Generalstabs ernannt.

### Zweiter Weltkrieg
Im Zweiten Japanisch-Chinesischen Krieg erhielt er im Juli 1938 unter Beförderung zum Generalleutnant den Befehl über die 27. Division, mit der er an der Schlacht um Wuhan teilnahm. Nach der Schlacht wurde er mit seiner Division nach Tianjin versetzt, wo er die Verhandlungen mit den ausländischen Konzessionen während der Tianjin-Krise übernahm. 1940 wurde er erneut nach Taiwan versetzt, wo er bis zum Beginn des Pazifikkrieges den lokalen Heeresdistrikt befehligte.
Homma kommandierte die 14. Armee während der japanischen Invasion auf den Philippinen vom Dezember 1941 bis zum August 1942. Unter seiner Führung eroberten die Japaner das Inselreich und nahmen die Kapitulation der philippinischen und amerikanischen Streitkräfte entgegen. In der Folge ordnete er die Evakuierung der Halbinsel Bataan an, so dass es zum Todesmarsch von Bataan kam. Kurz danach wurde er seines Kommandos enthoben und in die Reserve versetzt. Grund dafür waren die hohen Kosten und die lange Dauer des Feldzuges, die man seiner Ungeschicklichkeit zuschrieb.
Er wird nicht als ein fanatischer Militarist beschrieben, sondern als ein mitfühlender, moderater Mensch mit einer Schwäche für alles Englische. Durch seine teilweise westliche Ausbildung – Homma war auf verschiedenen Militärakademien und in Oxford – war er global ausgerichtet. So liebte er die Schauspielerei und hatte eine Vorliebe für amerikanische Filme. Er war befreundet mit vielen japanischen Künstlern und Schriftstellern. Da er viel malte und die Angewohnheit hatte, während Schlachten Gedichte zu verfassen, wurde er auch der Poetische General genannt.
Seine militärische Stärke lag in seinem theoretischen Wissen und der Entwicklung verschiedenster Strategien. Dagegen stand als Schwachpunkt seiner Person der unterentwickelte Führungsstil und das Nichtbeachten der alltäglichen Durchführbarkeit seiner Befehle. Dies führte dazu, dass seine Untergebenen die philippinischen und amerikanischen Kriegsgefangenen brutal behandelten, obwohl Homma immer wieder betonte, dass mit diesen fair und anständig umgegangen werde. Sein Führungsstil war schwach und nachlässig.

### Prozess und Hinrichtung
Nach Ende des Pazifikkriegs wurde Homma Masaharu zusammen mit General Yamashita Tomoyuki in Manila wegen der Kriegsverbrechen an den alliierten Gefangenen und der Bombardierung von Manila, nachdem diese zur offenen Stadt erklärt worden war, zum Tode verurteilt.
Seine Verurteilung blieb umstritten. Der US-amerikanische Richter Frank Murphy kritisierte die Tatsache, dass Homma keine Gelegenheit auf Berufung gegeben wurde und hielt das Urteil für nicht konform mit einem Rechtsstaat. John H. Skeen, Jr., Hommas Verteidiger, sagte, dass das Urteil schon von vornherein feststand und es nie die Chance auf einen fairen Prozess gegeben hätte. General Douglas MacArthur hingegen schrieb: "Wenn dieser Angeklagte den Tod nicht verdient habe, hätte ihn nie jemand in der Geschichte der Todesstrafe verdient. Homma habe heimtückisch Zivilisten getötet, die keinerlei militärische Rolle gespielt hätten.
Trotz eines Gnadengesuchs, das Hommas Frau an General MacArthur schrieb, wurde das Urteil am 3. April 1946 um 00:53 Uhr – exakt vier Jahre, nachdem er an die 14. Armee den Befehl zum Angriff auf die Philippinen erteilt hatte – im Militärgefängnis Los Baños, 35 km vor Manila, vollstreckt. Im Gegensatz zu den meisten anderen nach dem Krieg verurteilten japanischen Offizieren, die in Gefängniskleidung gehängt wurden, gestattete man Homma, Uniform zu tragen und tötete ihn durch Erschießen.

## Trivia
Der niederländische Regisseur Paul Verhoeven begann, auf der Grundlage des Buches A Trial of Generals von Lawrence Taylor einen Film über das Leben von Homma Masaharu zu drehen. Der Dreh wurde 2005 aber abgebrochen, und Regisseur Fred Schepisi übernahm ab dem Januar 2007 die weiteren Vorbereitungen. Der Arbeitstitel des nicht fertiggestellten Filmprojektes lautete Beast of Bataan.